# En-sipad-zid-ana
En-sipad-zid-ana Laraški je bil sumerski kralj, ki je po Seznamu sumerskih kraljev okoli leta 2900 pr. n. št. vladal 28.800 let.

## Sklic
1. ↑  Wang, Haicheng (2004). Writing and the Ancient State: Early China in Comparative Perspective. Cambridge University Press. str. 36. ISBN 1107785871.

| Vladarski nazivi           | Vladarski nazivi                     | Vladarski nazivi                   |
| -------------------------- | ------------------------------------ | ---------------------------------- |
| Predhodnik: Dumuzid Pastir | Kralj Sumerije okoli 2900 pr. n. št. | Naslednik: En-men-dur-ana Siparski |